# Kurubrang
Kurubrang je rijeka u Gvajani. Pritoka je rijeke Potaro i pripada porječju rijeke Essequibo.